# Colostygia albocincta
Colostygia albocincta är en fjärilsart som beskrevs av Barend J. Lempke 1950. Colostygia albocincta ingår i släktet Colostygia och familjen mätare. Inga underarter finns listade i Catalogue of Life.